# عبد الله ناصح علوان
عبد الله ناصح علوان (1346- 1408 هـ / 1928- 1987 م) عالم وداعية ومربٍّ سوري، اشتهر بكتابه تربية الأولاد في الإسلام. 

## ولادته وتحصيله

عبد الله علوان في شبابه

ولد  أبو سعد، عبد الله ناصح بن سعيد بن فارس علوان في حي قاضي عسكر بمدينة حلب، سنة 1346هـ/ 1928م. بعد إتمامه الدراسة الابتدائية انتسب إلى الثانوية الشرعية (الخسروية) نسبة إلى بانيها خسرو باشا، وتأثر بالشيخ محمد راغب الطباخ، والدكتور مصطفى السباعي، وانتمى إلى جماعة الإخوان المسلمين في وقت مبكر أيام درسته. نال شهادة الثانوية الشرعية سنة 1949، ثم شهادة كلية أصول الدين من جامعة الأزهر سنة 1952، ثم شهادة (ماجستير) من جامعة الأزهر سنة 1954. 
اعتُقل في مصر سنة 1954 في عهد الرئيس جمال عبد الناصر، فلم يتمكَّن من استكمال دراسته العليا للحصول على الدكتوراه، ثم حصل على الشهادة بعد مدَّة من جامعة السِّند في باكستان، وكانت أطروحته بعنوان "فقه الدعوة والداعية".

## عمله ووظائفه
عمل علوان منذ عام 1954 مدرِّسًا لمادَّة التربية الإسلامية في ثانويات حلب، وتصدَّى للأفكار الإلحادية التي بدأت في الظهور في تلك الحِقبة، وفي عهد الوحدة بين سورية ومصر نجح بانتخابات مِنطقته لمنزلته بين أهالي مدينة حلب. كان على صلة طيبة بعلماء سورية وكان يتنقل بين المدن داعيًا إلى توحيد كلمة العلماء، وكان خطيبًا مُفوَّهًا وله دروس في مسجد عمر بن عبد العزيز في الفقه الإسلامي، والسيرة النبوية.
مع أحداث الإخوان المسلمين لوحقَ فغادر مدينة حلب سنة 1400هـ/ 1979م، وأقام عدَّة أشهر في الأردن، ثم توجَّه إلى السعودية.
عمل أستاذًا في قسم الدراسات الإسلامية في جامعة الملك عبد العزيز في جدة، منذ 1401هـ إلى أن توفي، وله الكثير من المشاركات في المحاضرات والمخيَّمات الطلابية، ونشر العديد من المقالات في المجلَّات الإسلامية، وألقى دروسًا تربوية في إذاعة القرآن الكريم في المملكة العربية السعودية.
اعتنى بتأليف الكتب الدعوية والتربوية، ومعظم كتبه تُرجمت إلى عدد من اللغات، ولا سيَّما كتابه الأشهر "تربية الأولاد في الإسلام". 

## مؤلفاته وآثاره
1. تربية الأولاد في الإسلام (جزأين)
2. آداب الخِطبة والزفاف وحقوق الزوجين
3. أحكام الزكاة على ضوء المذاهب الأربعة
4. أخلاقية الداعية
5. أفعال الإنسان بين الجبر والاختيار
6. إلى كل أب غيور يؤمن بالله
7. إلى ورثة الأنبياء والدعاة إلى الله
8. الأخوَّة الإسلامية
9. الإسلام شريعة الزمان والمكان
10. الإسلام والجنس
11. الإسلام والحب
12. الإسلام والقضية الفلسطينية
13. التكافل الاجتماعي في الإسلام
14. الدعوة الإسلامية والإنقاذ العالمي
15. القومية في ميزان الإسلام
16. بين العمل الفردي والعمل الجماعي
17. تعدُّد الزوجات في الإسلام وحكمة تعدد زوجات النبي صلى الله عليه وسلم
18. ثقافة الداعية
19. حتى يعلم الشباب
20. حرية الاعتقاد في الشريعة الإسلامية
21. حكم الإسلام في التأمين
22. حكم الإسلام في وسائل الإعلام
23. حين يجد المؤمن حلاوة الإيمان
24. دور الشباب في حمل رسالة الإسلام
25. روحانية الداعية
26. الشباب المسلم في مواجهة التحديات
27. شبهات وردود حول العقيدة الربانية وأصل الإنسان
28. صفات الداعية النفسية
29. صلاح الدين الأيوبي بطل حطين ومحرِّر القدس من الصليبيين
30. عقبات الزواج وطرق معالجتها على ضوء الإسلام
31. عقبات في طريق الدعاة
32. فضائل رمضان وأحكامه
33. فضل الدعوة والداعية
34. قصة الهداية (جزأين)
35. كيف يدعو الداعية
36. ماذا عن الصحوة الإسلامية في العصر الحديث؟
37. محاضرة تكوين الشخصية الإنسانية في نظر الإسلام
38. محاضرة في الشريعة الإسلامية وفقهها ومصادرها
39. معالم الحضارة في الإسلام وأثرها في النهضة الأوربية
40. مواقف الداعية التعبيرية
41. مسؤولية التربية الجنسية
42. نظام الرق في الإسلام
43. هذه الدعوة ما طبيعتها؟
44. وجوب تبليغ الدعوة وفضل الدعوة والداعية[1]

## وفاته
توفي عبد الله ناصح علوان في مستشفى جامعة الملك عبد العزيز بمدينة جُدَّة، صباح يوم السبت 5 المحرَّم 1408هـ الموافق 29 أغسطس (آب) 1987م، بعد معاناة كبيرة للمرض إثر عودته من باكستان.

## وصلات خارجية
- موقع الشيخ عبد الله ناصح علوان
- الشيخ عبد الله ناصح علوان، الشبكة الإسلامية
- ماذا عن الصّحوة الإسلامية في العصر الحديث، للشيخ عبد الله علوان 1